# Naval (Biliran)
Naval is een gemeente in de Filipijnse provincie Biliran op het gelijknamige eiland. Bij de laatste census in 2007 had de gemeente ruim 44 duizend inwoners.

## Geografie

### Bestuurlijke indeling
Naval is onderverdeeld in de volgende 26 barangays:
| - Agpangi - Anislagan - Atipolo - Borac - Cabungaan - Calumpang - Capiñahan - Caraycaray - Catmon - Haguikhikan - Imelda - Larrazabal - Libertad - Libtong | - Lico - Lucsoon - Mabini - Padre Inocentes Garcia - Padre Sergio Eamiguel - Sabang - San Pablo - Santissimo Rosario Pob. - Santo Niño - Talustusan - Villa Caneja - Villa Consuelo |

## Demografie
Naval had bij de census van 2007 een inwoneraantal van 44.288 mensen. Dit zijn 6.314 mensen (16,6%) meer dan bij de vorige census van 2000. De gemiddelde jaarlijkse groei komt daarmee uit op 2,14%, hetgeen hoger is dan het landelijk jaarlijks gemiddelde over deze periode (2,04%). Vergeleken met de census van 1995 is het aantal mensen met 11.334 (34,4%) toegenomen.

De bevolkingsdichtheid van Naval was ten tijde van de laatste census, met 44.288 inwoners op 108,24 km², 409,2 mensen per km².

## Geboren in Naval
- Ceferino Garcia (26 augustus 1906), bokser (overleden 1981);